# Оксихлорид неодима(III)
Оксихлорид неодима(III) — неорганическое соединение
неодима, хлора и кислорода
с формулой NdOCl,
кристаллы.

## Получение
- Разложение при нагревании кристаллогидрата хлорида неодима(III):

{\displaystyle {\mathsf {NdCl_{3}\cdot 6H_{2}O\ {\xrightarrow {550^{o}C}}\ NdOCl+2HCl+5H_{2}O}}}

## Физические свойства
Оксихлорид неодима(III) образует кристаллы
тетрагональной сингонии,
пространственная группа P 4/nmm,
параметры ячейки a = 0,403 нм, c = 0,676 нм, Z = 2.